# Martin Beneš
Martin Beneš (* 25. července 1996 Stod) je český lední hokejista a bývalý juniorský reprezentant, který působí v německém klubu Eisadler Dortmund. Hraje na pozici útočníka.

## Život
Martin Beneš vyrůstal hokejově v mládežnickém systému HC Plzeň, kde patřil mezi nejproduktivnější hráče ve všech věkových kategoriích. Ve svých 18 letech odehrál několik přátelských utkání za místní A tým HC Plzeň.

## Kariéra
V mládežnických kategoriích reprezentoval Česko přibližně ve 40 utkáních.
V roce 2017 odešel do Německa, kde postupně působil v klubech Hammer Eisbären, Dinslaken Kobras a Krefelder EV. Od roku 2023 hraje za Eisadler Dortmund, kde se během dvou sezón stal dvakrát vicemistrem soutěže a patřil k oporám týmu.
V play off 2024 se stal nejlepším střelcem. V následující sezóně byl nejlepší nahrávač celé soutěže a obsadil druhé místo v bodování ligy.